# Aldarulls de Baren
Els aldarulls de Baren, també conegut com la Rebel·lió de Baren, va ser un conflicte armat que va tenir lloc entre Uigurs militants del Partit Islàmic del Turquestan i forces del govern xinès l'abril de 1990. No és clar el que va passar exactament durant el conflicte, ja que les informacions i relats varien molt.

## Relat xinès
D'acord amb els informes del govern xinès es van dur a terme quatre reunions abans de l'atac terrorista, un dels quals tenia com a objectiu l'obtenció de subministraments, que incloïen armes i uniformes blancs. A finals de març del 1990 els terroristes havien creat un camp d'entrenament per a preparar-se per al conflicte. Per a comprar les armes i vehicles es va fer servir diners robats. D'acord amb els informes xinesos els terroristes Uigurs van avançar els seus plans perquè estaven a punt de ser descoberts. Centenars de bombes casolanes van ser fabricades en una botiga a Kaixgar i transportades a Baren abans de la rebel·lió.
Fonts del Govern Xinès declaren que l'atac el van iniciar 200 terroristes Uigurs armats amb armes avançades atacant forces de seguretat xineses a la ciutat de Baren. Aquests informes relaten que també hi podrien estar implicades milícies afganes. La seva participació hauria recaigut en enviar missatges a través dels altaveus de les mesquites dirigint missatges a la població uigur local "que es rebel·lessin contra el Govern Xinès i ajudessin a formar l'Estat Islàmic Uigur" mentre pregonaven la gihad. Un important grup d'aquests terroristes va atacar i cremar un vehicle policial, i va degollar els policies, després els van robar les armes. La resposta del govern xinès va ser aixafar la revolta mitjançant la força durant tres dies.

## Relat uigur
El 5 d'abril de 1990 el líder del Partit Islàmic del Turquestan, Zeydin Yusup, va dirigir una protesta a Baren, on constaven prop de 200 manifestants. Durant la manifestació van dirigir-se cap a l'oficina del govern local per exigir la immigració massiva de xinesos de l'ètnia Han a Xinjiang. Algunes fonts indiquen que les protestes es van produir a causa de 250 avortaments forçats de dones uigurs per part del govern xinès. Altres fonts expliquen que les protestes es devien a què no havien permès la construcció d'una mesquita.
El govern xinès inicialment va enviar un destacament de policia armada al lloc de la protesta. Els manifestants uigurs i les forces xineses van començar a lluitar, i la violència es va estendre per tota la ciutat de Baren. La rebel·lió, que va durar dies, va culminar quan el govern xinès va enviar centenars de policies i soldats per acabar amb els aldarulls.
Ferğu Türkistan Bülteni Haber Ajansı esmenta un resum de la història del partit, des de la fundació per part de Zeyidin Yusuf el 1988 en, la seva participació en els aldarulls de 1990, la seva "gihad en el camí d'Allah", i el seu canvi de localització el 1996 sota Hasan Mahsum cap al Emirat islàmic controlat pels talibans de l'Afganistan, i la seva guerra contra els creuats des del 2001 i durant quinze anys en "la gihad a Afganistan", i finalment el 2012, quan van entrar a la Guerra Civil siriana. Van publicar un vídeo on mostraven els combats en els quals participaven a Siria.

## Conseqüències
Una font declara que el conflicte va acabar el 10 d'abril de 1990, amb 23 morts i 21 ferits, i 232 uigurs detinguts. El juliol de 1990 el govern xinès a Xinjiang anunciava la detenció de 7900 persones per "activitats criminals relacionades amb el separatisme ètnic i altres crims".
Les persones assassinades durant el conflicte, de les quals es coneix el nom, són: Abdugeni Tursun, 22, Isakkary Bayhan, 30, Yolwas Tohti, 28, Ablimit Palty, 18, i Ababekir Turghun, 20. Les persones arrestades durant els aldarulls són: Mahat Hasan, Urayim Amet, Abaydulla Marop Damola, Abdul Kadir, Abdurahim Turdi, Ahad Allahverdi (Allawardy), Aysa Yoldash, Aziz Kurban, Husein Kurban, Hasim Yusuf, Ibrahim Ahmed, Ismail Haji, Jelil Aval, Jamal Muhammed, Kerim Kari, Kurban Juma, Mehmut (Memet) Rozi, Muhammad Amin Yapkan, Muhammed Emin Omer, Mukaram Haji Nenim (Henim), Rahmanjan Ahmed, Rozi Hashim, Rozi Juma, Sulayman Eysa (Isa), Tohti Islam, Turdi Obul, Turgan Abdulkarim, Turgunjan Muhammed, Yasin Turdi.
El 2020 el govern a l'exili de Turquestan de l'Est conmemorava els 30 anys d'aquest fet en la seva revista oficial.
L'abril de 2021 l'ambaixador xinès a Turquia va ser cridat a consultes després de contestar a les declaracions de polítics turcs, Meral Akşener i Mansur Yavaş, conmemorant els assassinats durant el conflicte.